# Dorothy Dehner
Dorothy Dehner (Cleveland (Ohio), 1901 – New York, 22 september 1994) was een Amerikaanse tekenaar en beeldhouwer.

## Leven en werk
Dehner werd geboren in de staat Ohio, maar verhuisde in 1911, na het overlijden van haar vader, met de familie naar Pasadena (Californië). Zij kreeg al op jonge leeftijd schilderles van haar tantes (amateurschilders) en volgde dansles. Voor zij achttien jaar was verloor zij ook haar moeder en zus. In 1922 ging Dehner drama studeren aan de UCLA in Los Angeles, maar brak de studie in 1923 af. Zij maakte in 1925 een reis van een jaar naar Europa, waar zij het kubisme en het constructivisme leerde kennen en schreef zich na terugkeer in de Verenigde Staten als student in aan de Art Students League of New York. Dehner studeerde vanaf 1926 tekenkunst bij de schilder/tekenaar Jan Matulka, haar vroege stijl werd beïnvloed door het surrealisme.

### David Smith
In 1927 trad zij in het huwelijk met haar medestudent David Smith, die zij in 1926 had leren kennen als kamerhuurder in hetzelfde pand waar zij woonde en met wie zij de lessen bij Matulka volgde. Gedurende de zomermaanden van 1929 en 1930 bezochten Smith en Dehner Bolton Landing, een oord in Bolton in de staat New York, waar zij een vervallen huis/atelier kochten. Zij bleven nog tot 1940 Bolton Landing in de zomer en de herfst bezoeken en vestigden zich er definitief in 1941. Haar eigen kunstenaarschap geraakte hierdoor op de achtergrond. Het huwelijk strandde in 1950 en na de scheiding in 1952 hervatte zij weer haar werkzaamheden als kunstenaar.

### 1950-1994
Als beeldhouwster van abstracte totem-achtige sculpturen in hout, brons en cortenstaal, beleefde zij haar eerste solo-expositie in 1957 bij de Willard Gallery in New York. Zij bleef ook tekenen en haar stijl was verwant met het abstract expressionisme. Van haar werk wordt wel gezegd, dat zij tekende als een beeldhouwer en beeldhouwde als een schilder. Haar werk is in vele musea en beeldenparken vertegenwoordigd. In 1992 werd een retrospectieve tentoonstelling van haar tekeningen en sculpturen georganiseerd door het Katonah Museum of Art in Katonah (dicht bij New York).

## Musea en beeldenparken[5]
- DeCordova Sculpture Park and Museum in Lincoln, Massachusetts met Fortissimo (1993)
- Norton Museum of Art in West Palm Beach, Florida met Prophets (1965), Watcher #2 en Northern Wall #2 (1966)
- Museum of Modern Art in New York met Decission at Knossos (1957)
- Storm King Art Center in Mountainville, New York met Cenotaph #4 (1972)
- Hirshhorn Museum and Sculpture Garden in Washington D.C. met Warrior (1956), Landscape (1958), Signpost #2 (1958) en Jacob's Ladder No. 1 (1958)
- Whitney Museum of American Art in New York met Doors (1965)